# تكونكينكريت
تكونكينكريت (باليابانية: 鉄コン筋クリート) مانغا يابانية من تأليف ورسم تایو ماتسوموتو. صدرت من 1993 حتى 1994 في مجلة السينن بيغ كوميك سبيرايتس. تدور القصة في مدينة تاکاراماچي الخيالية وتركز على طفلان يتيمان مشردان کورو وشیرو.
اقتبست المانغا إلى فيلم قصير عام 1999، وإلى فيلم طويل عام 2006 من إخراج مایکل آریاس.

## القصة
تدور المانغا حول عدة قصص لكن الفيلم ركز على القصة الرئيسية.
الفيلم يدور حول الطفلان اليتيمان والمشردان کورو وشیرو، ومحاولاتهم بالسيطرة على الشوارع في المدينة الاسيوية تاکاراماچي (مدينة الكنز) والتي كانت بلدة صغيرة لكنها الآن مدينة كبيرة تتصارع بها العصابات والياكوزا. كورو وهو طفل عنيف وجامح يعتبر مدينة تاکاراماچي ملكه. شيرو وهو طفل يعاني من خلل عقلي جعله منفصل عن الواقع ويعيش بالهوسات. يطلقون على انفسهم اسم "القطط"، بغض النظر على الاختلاف بينها فهما يكملان بعضهما البعض في الين واليانغ. وبسبب مسعاهم هذا يتورطان مع عصابات الياكوزا.